# Édouard de Bragance (1605-1649)
 (mars 2025).
Édouard de Bragance est infant de Portugal, né en 1605, mort le 3 septembre 1649. 

## Biographie
Il était lieutenant général dans les armées de l'empereur Ferdinand III. Lorsque Jean IV, son frère, eut chassé les Espagnols du Portugal, en 1640, le roi d'Espagne, craignant ses talents militaires, sollicita son arrestation, et l'empereur consentit à le livrer. Il fut enfermé au château de Milan et y mourut après huit ans de captivité.

## Source
Cet article comprend des extraits du Dictionnaire Bouillet. Il est possible de supprimer cette indication, si le texte reflète le savoir actuel sur ce thème, si les sources sont citées, s'il satisfait aux exigences linguistiques actuelles et s'il ne contient pas de propos qui vont à l'encontre des règles de neutralité de Wikipédia.